# Cyrtodactylus spinosus
Cyrtodactylus spinosus là một loài thằn lằn trong họ Gekkonidae. Loài này được Linkem, Mcguire, Hayden, Setiadi, Bickford & Brown mô tả khoa học đầu tiên năm 2008.